# Kim Jung-eun

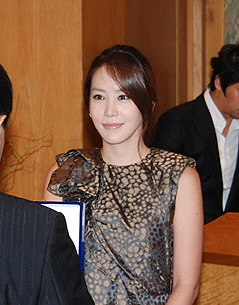
Kim Jung-eun

Kim Jung-eun (kor. 김정은, ur. 4 marca 1976 w Seulu) – południowokoreańska aktorka.
W 1993 roku rozpoczęła studia na Konkuk University, ale po kilku latach przerwała je.
Najbardziej znana z ról w filmach Marrying the Mafia (kor. 가문의 영광), Lovers in Paris (kor. 파리의 연인) oraz południowokoreańskich serialach I Am Legend (kor. 나는 전설이다) i All About Eve (kor. 이브의 모든것).
Od 2006 roku spotykała się z Lee Seo-jinem. Para rozstała się w 2008 roku.
W 2009 roku kontynuowała naukę na Konkuk University.

## Filmografia
- Mr. Go (2013, cameo)
- Le Grand Chef 2: Kimchi Battle (2010)[10]
- Forever the Moment (2008)
- Mission Sex Control (2006)
- Blossom Again (2005)
- How to Keep My Love (2004)
- Mr. Butterfly (2003)
- Spring Breeze (2003)
- Desire (2002)
- Fun Movie (2002)
- Marrying the Mafia (2002)
- My Old Sweetheart (1995)